# Comuna Vasîlivka, Kozelșciîna
Vasîlivka (în ucraineană Василівка) este o comună în raionul Kozelșciîna, regiunea Poltava, Ucraina, formată din satele Haiove, Oleksandrivka, Trudovîk, Vasîlivka (reședința), Vîșneakî și Zoreane.

## Demografie
Componența lingvistică a comunei Vasîlivka
     Ucraineană (95,87%)
     Rusă (3,93%)
     Alte limbi (0,19%)
Conform recensământului din 2001, majoritatea populației comunei Vasîlivka era vorbitoare de ucraineană (95,87%), existând în minoritate și vorbitori de rusă (3,93%).